# さくらビットマップ
『さくらビットマップ』（Sakura Bitmap）は、HOOKSOFT企画・製作で2010年9月24日に発売されたアダルトゲームである。

## 概要
HOOKSOFT（旧名HOOK）の第8作目であり、ブランド設立10周年を記念して製作された。田舎町を舞台とし、美少女たちとの恋愛を題材とした萌え系作品。初回限定版『さくらビットマップ Premium Edition』には特典としてファンブックとサウンドトラックが付属する。タイトルの「ビットマップ」とはコンピュータ用語のビットマップ画像（BMP）が由来であり、そのためsakurabmpと略されることもある。
主要登場人物たちの原画・キャラクターデザインは松下まかこ、鈴平ひろ、桜はんぺんの3人が担当している。HOOKSOFTでは、2004年の『Like Life』以降、主要原画を松下まかことらっこの2人が務めていたが、今回らっこはJourneyの第1作『なないろ航路』（2010年11月26日発売）の製作に携わっており、本作ではサブキャラクターの原画のみを担当している。また、桜はんぺんは今作がゲーム原画デビュー作となる。
この作品のみホビボックスを販売元としており、それに伴い審査団体もCSAである。このことにより画像へのモザイクのかけ方などが同社他作品と異なっている。

## あらすじ
美しい桜並木の大通りがあることで有名な田舎町「恋咲き町」。桜の咲く時期になると素敵な恋に巡り合えることで有名な祭り「恋咲き祭り」の時期に、主人公・桧山史隆は恋をする。

## 恋咲き町
美しい桜並木の大通り「恋咲き通り」と学園の巨大な桜で有名な田舎町。桜の咲く時期になると「恋咲き祭り」が開催され、この祭りに訪れると素敵な恋に巡り合えるとカップルなどの観光客が多い。また、この町では女児しか誕生しておらず、過去において男児は桧山史隆のみである。史隆達が通う「開桜学園」も近隣から男子生徒が通うものの男女比率が3:7と女性が多く、女の子目当てにこの学園を受験する男も少なくない。

## 登場人物
桧山 史隆（ひやま ふみたか）
物語の主人公。開桜学園2年生。長年女性しか誕生していない恋咲き町においてただ一人の恋咲き町生まれの男子。両親は海外出張中で義妹の璃子と二人で暮らしている。今まで女性に囲まれた生活をしていたため、女性に対して異性と感じた事がない反面、数少ない男子であり、困っている人を見かけると無視できない、大変に優しい性格が内面から滲み出て容姿も整っている事から女の子たちの人気は高い。しかし性別的に何かと不便な事もある。
水原 小春（みずはら こはる）
声：松田理沙
開桜学園2年生。史隆の隣の家に住む幼馴染の少女。子供っぽく、かなりの天然ボケ。しかし成績は意外と良い。よく桧山家にあがりこんでは食事の支度や掃除をしているだけあって家事全般が得意で特に料理の腕は天下一品である。父親は陶芸家。毎朝史隆宅で飼っているニワトリと卵の争奪戦をしており、いつも負けている。従来ののんびりとした言動に加え、最近胸が一層大きくなっている事から、史隆から「牛」と呼ばれている。
桧山 璃子（ひやま りこ）
声：松永雪希
開桜学園1年生。史隆より1歳下の義妹。史隆の義理の母の連れ子。成績優秀なしっかり者で一家の家計を管理している。幼い頃から弓道を続け、学園でも弓道部に所属。幼い頃に小春と一緒にニワトリの卵を取ろうとして追い回されて以来、ニワトリを見るのも怖がるほどにトラウマになっている。
泉道 ゆのか（せんどう ゆのか）
声：青葉りんご
開桜学園1年生。史隆、小春、璃子の幼馴染の少女で、毎朝登校での史隆との口論は日課となっている。璃子とはクラスメイト同士。恋咲き町唯一の老舗温泉旅館「泉道館」の一人娘。「ゆのか」のいう名は「湯の香」に由来する。嫌な事があると「不幸ノート」なるノートに逐一記載し、史隆はもっぱら常連となっている。
南条 千鳥（なんじょう ちどり）
声：篠原ゆみ
開桜学園3年生。古くから続く名家のお嬢様。都会で暮らしていたが春から恋咲き町の学園に編入し、史隆たちの上級生となる。合気道が得意で、華道や日本舞踊も嗜む。「立てば芍薬座れば牡丹歩く姿は百合の花」の言葉通り、上品で清楚可憐、笑顔の綺麗な純粋培養の大和撫子。極度の機械音痴で携帯電話のメール操作も苦手である。「男女七歳にして席を同じうせず」を家訓とした厳格な父親に躾けられた為かエッチな話題や振る舞いをした相手を得意の合気道で無意識に投げ飛ばしてしまう習性がある。反面、男性には免疫が余り無い。
室戸 鼎（むろと かなえ）
声：みる
開桜学園2年生。史隆のクラスメイトである少女。口数が少なく、ミステリアスな雰囲気を漂わせている。他人とあまり付き合わず、小鳥や動物と遊ぶことを好む。町にある「恋咲神社」の巫女。

### サブキャラクター
幸村 みどり（ゆきむら みどり）
声：東かりん
開桜学園2年生。史隆のクラスメイトの女生徒。気さくで人付き合いが良い。勉強は苦手だが、運動は得意で、弓道部の部長を務める。恋咲き町の住民ではなく、隣町から通学している。
相葉 宗次郎（あいば そうじろう）
声：広末涼（男）/神月あおい（女）
開桜学園2年生。史隆の悪友。かなりの女好き（特におっぱいが好き）でナンパが趣味。しかし女子たちからの人気はゼロ。通常は男だが、予約特典として付属された性転換パッチを当てると可愛い女の子の姿になる。
坂崎 奈乃香（さかざき なのか）
声：桃井穂美
南条家で働いている上女中。千鳥の世話係を務める。
畑山 いるか（はたけやま いるか）
声：新堂真弓
地元のヤクザたちのお頭をやっている女性。
梶原 真紀（かじわら まき）
声：平野響子
史隆のクラスの担任教師。現代国語を教える。
泉道 希美子（せんどう きみこ）
声：まきいづみ
ゆのかの母親で泉道館の女将。京都弁を話す。
水原 流水（みずはら りゅうすい）
声：梶川翔平
小春の父親。職業は陶芸家。
南条 実朝（なんじょう さねとも）
声：越田直樹
千鳥の父で、南条家の主。男女交際に厳しい。
コイン王女
声：新堂真弓
ある条件を満たすことで出現する隠しキャラクター。

## スタッフ
- 原作：HOOKSOFT
- 原画（キャラクターごとに担当者が異なる）
  - 松下まかこ（水原小春、室戸鼎、相葉宗次郎）
  - 鈴平ひろ（桧山璃子、南条千鳥）
  - 桜はんぺん（泉道ゆのか、幸村みどり、畑山いるか、コイン王女）
  - らっこ（坂崎奈乃香）
  - 山根呂兵（梶原真紀）
  - 真海（泉道希美子、水原流水、南条実朝）
- チーフライター：川波無人
- ライター：モーリー、雪仁
- チーフグラフィック：山根呂兵
- グラフィック：みつき、真海
- 音楽：Sound Studio B
- プログラマー：市郎次
- 編集：黒木ノア、VII
- イベントプランナー：宅本うと
- ゼネラルマネージャー：kei
- プロデューサー：亜佐美晶

## 主題歌
主題歌「コイノハナ」
作詞：日山尚 / 作曲・編曲：HIR / 歌：Duca
挿入歌「桜の咲く頃」
作詞：日山尚 / 作曲・編曲：HIR / 歌：Rita
エンディング「桜が舞う空の下で」
作詞：澄田まお / 作曲：編曲：ぺーじゅん / 歌：茶太
イメージソング「恋をしよーよ」
作詞：澄田まお / 作曲：編曲：ぺーじゅん / 歌：Duca、Rita、茶太

## 関連書籍
HOOK 10th ANNIVERSARY FANBOOK 〜さくらビットマップに巡り会うまで〜
初回限定版『さくらビットマップ Premium Edition』のパッケージ本体に付属されたファンブック。旧HOOKの第1作『雨あがりの猫たちへ』から本作までの作品解説や版権イラスト、スタッフインタビューなどが収録されている。全96ページ。当初、書名は『さくらビットマップに巡り会うまで〜超豪華10周年記念ブック!〜（仮）』となっていたが、変更された。

## 関連CD
さくらビットマップ オリジナルサウンドトラック
ファンブックと同様、初回限定版特典。パッケージ内にゲームディスクと共に同梱されている。ゲーム中の音楽を収録したサウンドトラックCDで全29トラック。主題歌「コイノハナ」「桜の咲く頃」「桜が舞う空の下で」の3曲についてはゲームサイズ版のショートバージョンのみ。
不思議な事もあるもんだ!親友キャラ性転換パッチ!
予約キャンペーン特典。このディスクに収録されている修正パッチを当てると本来は男である相葉宗次郎の性別を女に変更することができる。あくまで姿と声が変わるだけで、口調や態度が変わるわけではない。
さくらビットマップ イメージソング
ソフマップ購入特典。イメージソング「恋をしよーよ」が収録されている。収録された全3曲とも同じ歌詞とメロディだが、それぞれがDucaがメインボーカルのバージョン、Ritaがメインボーカルのバージョン、茶太がメインボーカルのバージョンになっている。

## モバイル
ケータイメニュー
公式携帯サイト「GAMERSmobile」「アニメ＆ゲームきせかえ」にて2011年1月からケータイメニューがリリースされた。
ソーシャルゲーム
ソーシャルネットワーキングサービスのmobageやGREEより2014年2月からソーシャルゲーム化された本作がリリースされた。